# Raibler See
Der Raibler See (italienisch Lago del Predil, furlanisch Lât di Rabil, slowenisch Rabeljsko jezero) ist ein See bei Raibl im italienischen Seebachtal, etwa 10 km südlich von Tarvis.